# William Cullen Bryant Homestead
Die Anlage William Cullen Bryant Homestead umfasst das 1783 errichtete Wohnhaus des US-amerikanischen Schriftstellers William Cullen Bryant sowie die umgebende Landschaft mit einer Fläche von insgesamt 195 Acres (0,8 km²) auf dem Gebiet der Stadt Cummington im Bundesstaat Massachusetts der Vereinigten Staaten. Das Gelände ist als National Historic Landmark im National Register of Historic Places (NRHP) eingetragen und wird von der Organisation The Trustees of Reservations verwaltet.

## Geschichte
1799 zog Peter Bryant mit seiner Familie in das 1783 von seinem Schwiegervater errichtete Gebäude. Sein Sohn William Cullen verbrachte dort seine Kindheit und Jugend und wurde sowohl durch die natürliche Schönheit der Berkshire Mountains als auch durch die konservativen Prinzipien des westlichen Massachusetts beeinflusst. Die erste Version von seinem heute bekanntesten Werk Thanatopsis schrieb er im Alter von 17 Jahren in diesem Haus.
Das Haus wurde 1835 verkauft, jedoch erwarb es William Cullen 1865 zurück. Bis zu seinem Tod im Jahr 1878 diente es ihm als Sommerresidenz. In dieser Zeit nahm er viele Veränderungen am 27 Räume umfassenden Gebäude vor, so dass das heutige Erscheinungsbild auf diese Zeitspanne zurückzuführen ist. Seit 1929 befinden sich das Haus und die umgebenden, früher als Farmland genutzten Grundstücke im Eigentum der Trustees of Reservations.
William Cullen Bryant fühlte sich dem Ort Cummington, in dem er seine frühen Jahre verbracht hatte, stets sehr verbunden. So spendete er 500 US-Dollar für den Bau eines neuen Schulgebäudes und ließ auf eigene Kosten eine neue, vollständig eingerichtete Bibliothek errichten. Um den Zugang zu ihr zu erleichtern, finanzierte er zudem eine Straße, die heute Teil der Massachusetts Route 112 ist. 1981 konnten die Trustees ergänzende Grundstücke erwerben, weshalb heute die im NRHP eingetragene Fläche geringere Abmaße aufweist.

## Schutzgebiet
Das Schutzgebiet zeichnet sich im Wesentlichen durch die malerische Landschaft des Westfield River Valley aus, die sich auch in den Werken des namensgebenden Schriftstellers widerspiegelt und unter anderem Frederick Law Olmsted sowie Charles Eliot inspirierte, was schließlich zur Gründung der Trustees of Reservations führte. 
Von 1865 bis 1878 baute William Cullen das Hauptgebäude von einem zweistöckigen Bauernhof in ein dreistöckiges Landhaus um und erweiterte die Scheune, damit diese die in den hauseigenen Obstgärten geernteten Äpfel und Pflaumen aufnehmen konnte. Heute können im zum Museum umgebauten Wohnhaus neben mitgebrachten Andenken von seinen Reisen nach Europa und Asien auch noch Möbelstücke und andere Gegenstände aus der Kolonialzeit besichtigt werden.
Das seit mehr als 150 Jahren weitgehend unveränderte Schutzgebiet umfasst Weideflächen, Felder, bereits vor 200 Jahren erstmals geernteten Zucker-Ahorn sowie Waldflächen. Insgesamt stehen 2,5 mi (4 km) Wanderwege zur Verfügung, die unter anderem auch an sehr alten Hemlocktannen und bis zu 150 ft (45,7 m) hohen Kiefern vorbeiführen. Der Zugang zum Schutzgebiet ist kostenfrei, das Haupthaus hat jedoch nur unregelmäßig geöffnet. Von den Trustees werden zudem Führungen angeboten.